# المدعون (رواية)
المدعون هي رواية تاريخية كُتبت في عام 1962  للفنان الفلبيني الوطني فرانسيسكو سيونيل خوسيه. هي الرواية الثانية من سلسلة خوسيه المعروفة باسم ملحمة روزاليس. 

## الوصف
تصور الرواية علاقة السيد والخادم في «العالم الصناعي» في مانيلا بالفلبين. تدور الأحداث خلال السنوات التي أعقبت الحرب العالمية الثانية،  خلال الخمسينيات. 

## الشخصيات
الشخصية الرئيسية في الرواية هي أنطونيو “توني”  سامسون. كان توني من سكان منطقة ريفية في قرية كابوغاوان  في روساليس، بانغاسينان، وحصل على درجة الدكتوراه من جامعة هارفارد في نيو إنجلاند بالولايات المتحدة.  كان توني حفيد إستاك سامسون. أهمل أنطونيو والده، الذي عوقب بالسجن مدى الحياة بعد تورطه في حرق البلدية وقتل لويس أسبيري، صاحب المزرعة رواية أخي، جلادي.  لم يكن أنطونيو قادرًا على الزواج من «حبيبته»  وابنة عمه  التي أنجبت بيبي سامسون الذي أصبح بطل رواية قداس.  تزوج أنطونيو من كارمن فيلا، ابنة دون مانويل.   كان الدون قادرًا على شراء أي صحفي في المجلات، حتي من اعتبره أنطونيو «صحفياً نزيهًا».  اكتشف أنطونيو أن «زوجته» كانت لها «علاقات مع رجال آخرين»، تمرد أنطونيو  وانتحر بإلقاء نفسه تحت قطار متحرك. 